# Pekín te da la bienvenida
«Pekín te da la bienvenida» (chino tradicional:北京欢迎你; chino simplificado:北京欢迎你; pinyin: Beijing huānyíng nǐ) es una canción para los cien días de cuenta atrás de los Juegos Olímpicos de Verano 2008, celebrada en Pekín, China. La canción consta de cien artistas famosos y artistas de China continental, Taiwán, Hong Kong, Corea del Sur y Singapur. Su vídeo musical incluye un montaje de escenas de todo Pekín. Cuenta con el mayor contingente de artistas de renombre en un solo vídeo musical en idioma chino. La letra la escribió el letrista Hongkonés Albert Leung y la música está compuesta por el poeta chino Ke ZhaoLei también conocido como Xiao Ke. 
Los cinco caracteres en el título original chino de la canción ("Bei Jing Huan Ying Ni") fueron utilizados para los nombres de las mascotas "Fuwa" que simbolizaban los Juegos Olímpicos de 2008: Bèibei: peces, Jīngjing: panda, Huānhuan: el fuego olímpico , Yíngying: Antílope Tibetano, y Nīni: Golondrina. 
La canción dura más de seis minutos. Desde su publicación, la canción ha sido muy popular entre el público chino.